# 德米特里夫卡 (澤萊尼皮德市鎮)
46°42′47″N 33°49′13″E / 46.71306°N 33.82028°E
德米特里夫卡（烏克蘭語：Дмитрівка）是位於烏克蘭南部的村莊，由赫爾松州卡霍夫卡區的澤萊尼皮德市鎮負責管轄。該村始建於1838年，面積1.36平方公里，海拔高度43米，2001年人口948，人口密度每平方公里699.1人。